# فرودگاه جوملا
فرودگاه جوملا (به انگلیسی: Jumla Airport) یک فرودگاه همگانی با کد یاتا JUM است که یک باند فرود آسفالت دارد و طول باند آن ۵۳۱ متر است. این فرودگاه در کشور نپال قرار دارد و در ارتفاع ۲۳۴۷ متری از سطح دریا واقع شده است.

## شرکت‌های هواپیمایی و مقصدهای پروازی
| شرکت‌های هواپیمایی | مقصدهای پروازی |
| ----------------- | -------------- |
| نپال ایرلاینز     | نپالگونج       |
| Tara Air          | نپالگونج       |